# Fatorda Stadium
Fatorda Stadium, Pandit Jawaharlal Nehru Stadium – stadion sportowy w Margao, w stanie Goa, w Indiach. Został otwarty w 1983 roku. Obiekt może pomieścić 22 000 widzów. Na stadionie mecze rozgrywają lokalne kluby piłkarskie, rozgrywane były także spotkania reprezentacji narodowych w piłce nożnej oraz w krykiecie. W 1989 roku na arenie rozegrano 8. edycję turnieju piłkarskiego Nehru Cup, a w 2014 roku obiekt gościł ceremonię otwarcia i zamknięcia, a także część spotkań turnieju piłkarskiego podczas 3. Igrzysk Luzofonii.